# 탕정미래초등학교
탕정미래초등학교는 대한민국 충청남도 아산시에 있는 초등학교다.

## 학교 연혁
- 2014.03.01 21학급 편성(특수학급 1학급 포함)
- 2015.02.13 제1회 졸업식(28명)
- 2015.03.01 28학급 편성(특수학급 1학급 포함), 유치원 4학급 편성
- 2018.02.09 제4회 졸업(63명 졸업, 총216명 졸업)
- 2020.01.31 제6회 졸업(    121명 졸업, 총448명 졸업 )

## 참고 자료
- 탕정미래초등학교 - 한국교육학술정보원 학교알리미